# Clovia fakarensis
Clovia fakarensis är en insektsart som beskrevs av Victor Lallemand 1940. Clovia fakarensis ingår i släktet Clovia och familjen spottstritar. Inga underarter finns listade i Catalogue of Life.